# Cloud Nine
Cloud Nine es el decimoprimer álbum de estudio de George Harrison, grabado y publicado en 1987 tras cinco años alejado de su carrera musical. Con el éxito del sencillo "Got My Mind Set On You", Cloud Nine supone el regreso de Harrison como artista aclamado por la crítica y capaz de producir buenos discos. Asimismo, supone su último álbum de estudio publicado en vida.   
Tras la publicación de Gone Troppo en 1982 y el aumento de la frustración de George por no ubicarse en el actual panorama musical, decidió dejar de lado su carrera musical para centrarse en otros intereses, principalmente como productor de películas para su propia compañía, Handmade Films. 
A finales de 1986, después de un sustancial alejamiento de la música, Harrison decidió volver a grabar un álbum. En un intento por sacar un sonido más contemporáneo, a la par que de acuerdo son sus orígenes musicales, solicitó al líder de Electric Light Orchestra Jeff Lynne para que produjera el álbum. Tras haber compuesto suficiente material para un disco, Harrison entró de nuevo en el estudio de grabación de Friar Park el 5 de enero de 1987, dando comienzo al primer álbum de estudio en cinco años. En la portada se le puede ver con su antigua Gretsch Duo Jet restaurada para la ocasión y que estaba guardada desde los comienzos de los Beatles.
Junto a Jeff Lynne y George Harrison, compañeros de gremio y amigos de la talla de Jim Keltner, Ringo Starr, Eric Clapton, Gary Wright y Elton John se unieron a la grabación, demostrando que tras una ruptura con el mundo de la música que, según palabras de Harrison, realmente necesitaba, se volvía a sentir estimulado y actualizado: por primera vez, en cinco años, 'quería' grabar un álbum sin sentirse presionado por contratos o sellos discográficos. Su entusiasmo tendría un resultado importante en la calidad de la música de Cloud Nine.   
Parte de la estrategia llevada a cabo por Harrison para su vuelta era dejarse ver de nuevo en los escenarios. Para ello, apareció junto a Ringo Starr en el Prince's Trust Concert interpretando "While My Guitar Gently Weeps". En octubre, la versión del tema de Rudy Clark "Got My Mind Set On You", que Harrison intentó grabar con The Beatles en la primera época del grupo, fue publicado como sencillo, sentando uno de los mayores éxitos de Harrison al alcanzar el puesto #1 en las listas de éxitos estadounidenses y el #2 en las británicas. Pocas semanas después, Cloud Nine era publicado con cierta anticipación y fue prontamente laureado por los críticos musicales y definido como su mejor trabajo desde All Things Must Pass, alcanzando el puesto #10 en el Reino Unido y el #8 en Estados Unidos, donde fue acreditado como disco de platino. Su tributo a The Beatles "When We Was Fab", publicado posteriormente como sencillo, supuso otro éxito, alcanzando el Top 30 tanto en Estados Unidos como en el Reino Unido. 
Si bien el éxito de Cloud Nine no fue el suficiente para incitar a Harrison a iniciar una gira, sí decidió embarcarse en nuevos proyectos musicales. En la primavera de 1988, junto a Jeff Lynne, llamaría a Bob Dylan, Tom Petty y Roy Orbison para grabar la canción "Handle with Care" que acabaría derivando en el grupo The Traveling Wilburys y una gira por Japón con Eric Clapton y su grupo donde se aprecia que si bien su voz no tenía la fuerza de antaño, su guitarra slide era soberbia.
En 2004, Cloud Nine fue remasterizado y reeditado tanto por separado como junto a la caja The Dark Horse Years 1976-1992, bajo el sello Dark Horse Records y distribuido por EMI, con "Shanghai Surprise", tema de la película Shanghai Surprise, y "Zig Zag", previamente publicado como cara B del sencillo "When We Was Fab", como temas adicionales.

## Lista de canciones
Todas las canciones escritas y compuestas por George Harrison, excepto donde se indica. 
| Cara uno |                                                             |          |  |
| N.º      | Título                                                      | Duración |  |
| 1.       | «Cloud 9»                                                   | 3:15     |  |
| 2.       | «That's What It Takes» (Harrison, Jeff Lynne y Gary Wright) | 3:59     |  |
| 3.       | «Fish on the Sand»                                          | 3:22     |  |
| 4.       | «Just for Today»                                            | 4:06     |  |
| 5.       | «This is Love» (Harrison y Lynne)                           | 3:48     |  |
| 6.       | «When We Was Fab» (Harrison y Lynne)                        | 3:57     |  |

| Cara dos |                                       |          |  |
| N.º      | Título                                | Duración |  |
| 1.       | «Devil's Radio»                       | 3:52     |  |
| 2.       | «Someplace Else»                      | 3:51     |  |
| 3.       | «Wreck of the Hesperus»               | 3:31     |  |
| 4.       | «Breath Away from Heaven»             | 3:36     |  |
| 5.       | «Got My Mind Set on You» (Rudy Clark) | 3:52     |  |

| Reedición de 2004 |                                                          |          |  |
| N.º               | Título                                                   | Duración |  |
| 12.               | «Shanghái Surprise»                                      | 5:04     |  |
| 13.               | «Zig Zag» (Harrison y Lynne)                             | 2:45     |  |
| 14.               | «Got My Mind Set on You (Extended Version)» (Rudy Clark) | 5:17     |  |

## Personal
- George Harrison: voz principal y coros, guitarras.
- Jeff Lynne: guitarras acúsitca y eléctrica, teclados, bajo y coros.
- Eric Clapton: guitarra eléctrica.
- Gary Wright: piano vertical en "Just for Today" and "When We Was Fab".
- Ringo Starr: batería en "When We Was Fab".
- Elton John – piano eléctrico en "Cloud 9", piano en "Devil's Radio" y "Wreck of the Hesperus"
- Jim Keltner: batería.
- Jim Horn: saxofón barítono y tenor.
- Bobby Kok: violonchelo.
- Ray Cooper: drums, percussion
- Vicki Brown: coros en "Shanghai Surprise".

## Listas de éxitos

### Álbum
| País           | Listas (1987)     | Listas (1987)    | Listas (1987) |
|                | Posición más alta | Semanas en lista |               |
| -------------- | ----------------- | ---------------- | ------------- |
| Suecia         | 5                 | 9                |               |
| Estados Unidos | 8                 | 31               |               |
| Noruega        | 8                 | 12               |               |
| Reino Unido    | 10                | 23               |               |
| Suiza          | 23                | 7                |               |
| Austria        | 26                | 6                |               |
| Japón          | 27                | 21               |               |

| País  | Listas (2004)     | Listas (2004)    | Listas (2004) |
|       | Posición más alta | Semanas en lista |               |
| ----- | ----------------- | ---------------- | ------------- |
| Japón | 190               | 2                |               |

### Sencillos
| Año  | Sencillo                 | US | UK | GE | AT | SE | NO | CH | FR | JP |
| ---- | ------------------------ | -- | -- | -- | -- | -- | -- | -- | -- | -- |
| 1987 | "Got My Mind Set on You" | 1  | 2  | 7  | 8  | 10 | 10 | 11 | 19 | 64 |
| 1988 | "When We Was Fab"        | 23 | 25 | 40 | -  | -  | -  | -  | -  |    |
| 1988 | "This is Love"           | -  | 55 | -  | -  | -  | -  | -  | -  |    |

- Datos: Q514298